# Allobaccha inversa
Allobaccha inversa är en tvåvingeart som först beskrevs av Charles Howard Curran 1929.  Allobaccha inversa ingår i släktet Allobaccha och familjen blomflugor.
Artens utbredningsområde är Kongo. Inga underarter finns listade i Catalogue of Life.